# Besk barrmusseron
Besk barrmusseron (Leucopaxillus alboalutaceus) är en svampart som tillhör divisionen basidiesvampar, och som först beskrevs av F.H. Møller och Julius Schäffer, och fick sitt nu gällande namn av F.H. Møller. Besk barrmusseron ingår i släktet Leucopaxillus, och familjen Tricholomataceae. Arten är reproducerande i Sverige.